# Montes Teneriffe

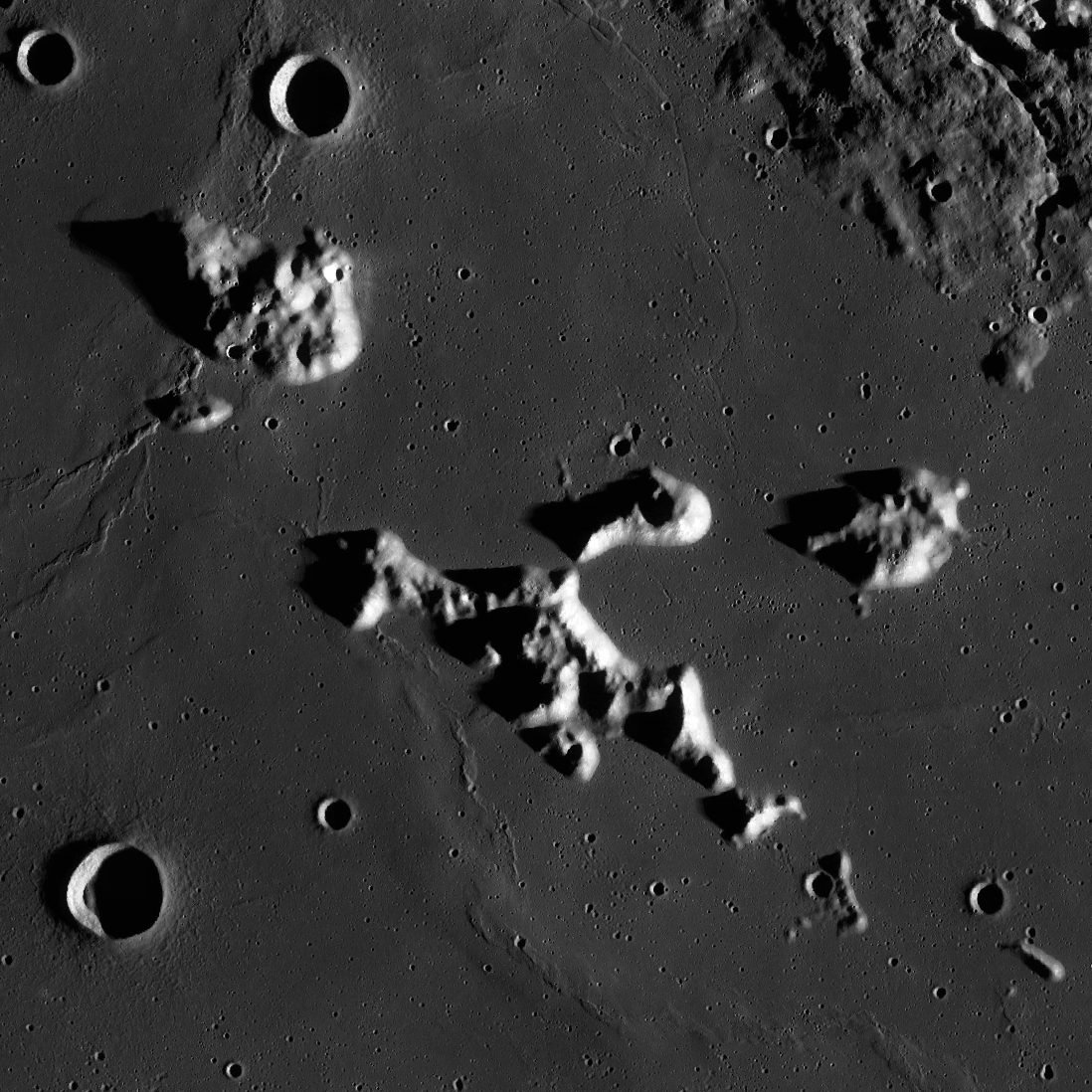
Montes Teneriffe

Montes Teneriffe is de naam van het stelsel heuvelbergen aan de noordelijke rand van Mare Imbrium, ten zuidwesten van de donkere walvlakte Plato op de naar de aarde toegekeerde kant van de Maan. De benaming Montes Teneriffe is afkomstig van de Britse selenograaf William Radcliffe Birt (1804-1881). Dit stelsel heuvelbergen is vrij gemakkelijk waarneembaar met behulp van amateurtelescopen.

## De omgeving van Montes Teneriffe
Net ten westen van Montes Teneriffe ligt het lage oost-west gerichte gebergte Montes Recti. De benaming daarvan is eveneens afkomstig van William Radcliffe Birt (Straight range). Ten zuidoosten van Montes Teneriffe ligt de opvallende berg Mons Pico (naam afkomstig van de Duitse astronoom Johann Hieronymus Schröter, 1745-1816). Ten zuidwesten van Montes Teneriffe ligt de komvormige krater Pico B, die door de Welsh-Ierse maanwaarnemer en selenograaf Hugh Percy Wilkins (1896-1960) Reese werd genoemd, naar Elmer J. Reese, Amerikaans planetenwaarnemer en lid van de ALPO (Association of Lunar and Planetary Observers).

## William Radcliffe Birt's namen voor de pieken van Montes Teneriffe
William Radcliffe Birt bedacht niet alleen de naam Montes Teneriffe, maar ook enkele namen voor de individuele pieken:
- Alta Vista
- Chajorra
- Guajara
- Petora
- Rambleta

Deze namen werden echter nooit gebruikt op maankaarten en in maanatlassen.

## Johannes Hevelius' namen voor de pieken van Montes Teneriffe
Lang voor William Radcliffe Birt de benaming Montes Teneriffe bedacht werden er aan verschillende individuele pieken van deze heuvelbergen reeds specifieke namen gegeven. De Duits-Poolse selenograaf Johannes Hevelius (1611-1687) gaf de volgende namen:
- Insulae Calabraria (mogelijke onderdelen van Montes Teneriffe, exacte posities niet bekend, zie blz 203 in E.A.Whitaker's Mapping and Naming the Moon).
- Insula Capraria (Teneriffe ε / Teneriffe epsilon).
- Insula Ebissus (Pico β / Pico beta, ten zuiden van J.H.Schröter's Mons Pico).
- Insula Majorca (William Radcliffe Birt's Montes Recti, ten westen van Montes Teneriffe).
- Insula Ophiusa (Teneriffe δ / Teneriffe delta).
- Insula Minorca (Johann Hieronymus Schröter's Mons Pico).

## Ancient Newton
Ervaren maanwaarnemers noemen het gebied net ten oosten van Montes Teneriffe en ten zuiden van de donkere walvlakte Plato weleens Ancient Newton.